# 뉴스보이스
뉴스보이스(Newsboys)는 호주의 밴드이다.